# Andrena nawai
Andrena nawai är en biart som beskrevs av Cockerell 1913. Andrena nawai ingår i släktet sandbin, och familjen grävbin. Inga underarter finns listade i Catalogue of Life.